# 꾸러기 가족
《꾸러기 가족》(Krummerne, The Crumbs)은 덴마크에서 제작된 1991년 영화이다. 디크 카위쇠 등이 주연으로 출연하였고 레그네르 그라스텐 등이 제작에 참여하였다.

## 출연

### 주연
- 디크 카위쇠
- 카렌 리즈 마인스터
- 라인 크루스

### 조연
- 피터 슈로더
- 바바라 톱소-로첸버그
- 크리스찬 포타리보
- 닐스 올센